# 埃莉斯·克里斯蒂
埃莉斯·克里斯蒂（Elise Christie，1990年8月13日—），生于苏格兰爱丁堡，是一名英国短道速滑运动员。被称为第二代“冰上推土机”。

## 生平
克里斯蒂在1990年出生在在苏格兰爱丁堡。当她15岁，她搬到诺丁汉进行全职训练。
2010年冬季奥林匹克运动会，克里斯蒂参加了在11日、19日和20日进行的500米、1000米和1500米的比赛。2010年欧洲短道速滑锦标赛，克里斯蒂在1500米和3000米赢得了一枚银牌，并获得了团体铜牌。
2013年欧洲短道速滑锦标赛，克里斯蒂夺得1500米和1000米冠军。2014年欧洲短道速滑锦标赛，她再次夺得1000米赛的冠军。
2013年世界短道速滑锦标赛，克里斯蒂赢得一枚1000米赛的铜牌。此外，克里斯蒂还是2012年至2013年短道速滑世界杯的1000米冠军。
2014年冬季奥林匹克运动会，她因在最后的500米中与阿里安娜·丰塔纳相撞而被取消资格。